# 赫拉皮夫希納
51°4′49″N 34°57′1″E / 51.08028°N 34.95028°E
赫拉皮夫希納（烏克蘭語：Храпівщина）是位於烏克蘭東北部的村莊，由蘇梅州蘇梅區的尤納基夫卡市鎮負責管轄。該村處於奧萊什尼亞河畔，距離新锡奇1.5公里，海拔高度219米，2001年人口285。